# Urtica buchtienii
Urtica buchtienii är en nässelväxtart som beskrevs av John Ross. Urtica buchtienii ingår i släktet nässlor, och familjen nässelväxter. Inga underarter finns listade i Catalogue of Life.